# FK Kuban Krasnodar
|  | No s'ha de confondre amb FK Krasnodar. |

El FK Kuban Krasnodar (en rus: Футбольный клуб Кубань), és el club de futbol més important de Krai de Krasnodar, amb seu a la seva capital Krasnodar.

## Història
Evolució del nom:
- 1928-1953 Dynamo Krasnodar
- 1954-1957 Neftyanik Krasnodar
- 1958-1960 Kuban Krasnodar
- 1960-1962 Spartak Krasnodar
- 1963- Kuban Krasnodar